# كليفتون هايد
كليفتون هايد (بالإنجليزية: Clifton Hyde)‏ هو عازف مندولين وملحن أمريكي، ولد في 27 نوفمبر 1976 في هاتيسبورغ في الولايات المتحدة.